# Liturgusa
Liturgusa is een geslacht van bidsprinkhanen uit de  familie van de Liturgusidae. Het geslacht bestaat uit meer dan twintig soorten met een Neotropische verspreiding.
Het geslacht werd in 1869 beschreven door de Zwitserse entomoloog Henri de Saussure, die het de naam Liturgousa gaf. Na een ongeautoriseerde spellingswijziging raakte vanaf 1900 de schrijfwijze Liturgusa in zwang. Deze schrijfwijze is in 2014 als geslachtsnaam erkend.
Opmerkelijk aan het gedrag van de bidsprinkhanen van het geslacht Liturgusa is dat ze niet in hinderlaag wachten tot prooien dicht genoeg naderen, maar een actieve jachtmethode toepassen en gebruik maken van hun loopsnelheid om prooien te vangen.

## Soorten
Het geslacht Liturgusa bestaat uit de volgende soorten:
- Liturgusa actuosa Rehn, 1951
- Liturgusa algorei Svenson, 2014
- Liturgusa bororum Svenson, 2014
- Liturgusa cameroni Svenson, 2014
- Liturgusa cayennensis Saussure, 1869
- Liturgusa charpentieri Giglio-Tos, 1927
- Liturgusa cura Svenson, 2014
- Liturgusa cursor Rehn, 1951
- Liturgusa dominica Svenson, 2014
- Liturgusa fossetti Svenson, 2014
- Liturgusa guyanensis La Greca, 1939
- Liturgusa kirtlandi Svenson, 2014
- Liturgusa krattorum Svenson, 2014
- Liturgusa lichenalis Gerstaecker, 1889
- Liturgusa manausensis Svenson, 2014
- Liturgusa maroni Svenson, 2014
- Liturgusa maya Saussure & Zehntner, 1894
- Liturgusa milleri Svenson, 2014
- Liturgusa neblina Svenson, 2014
- Liturgusa nubeculosa Gerstaecker, 1889
- Liturgusa purus Svenson, 2014
- Liturgusa stiewei Svenson, 2014
- Liturgusa tessae Svenson, 2014
- Liturgusa trinidadensis Svenson, 2014
- Liturgusa zoae Svenson, 2014